# Доналуката (Рагуза)
Доналуката је насеље у Италији у округу Рагуза, региону Сицилија.
Према процени из 2011. у насељу је живело 3172 становника. Насеље се налази на надморској висини од 7 м.